# Péché originel (économie)
Pour les articles homonymes, voir Péché (homonymie), Péché originel et Péché originel (film).
Le péché originel est, en économie, la situation dans laquelle se trouvent les États qui ne peuvent s'endetter sur les marchés financiers dans leur propre devise. Obligés d'émettre des titres de dette dans une monnaie étrangère, ils sont plus susceptibles de subir des crises de change, c'est-à-dire de ne pas être capables de rembourser leur dette car ils ne disposent pas de réserves de devises étrangères suffisantes. Le péché originel frappe principalement les pays en développement.

## Concept
Les pays émergents ne disposent pas d'une monnaie qui soit, sur les marchés internationaux, considérée comme une devise de référence. Ainsi, lorsqu'ils doivent s'endetter pour couvrir leurs déficits publics, ces pays doivent ou bien renoncer à lever de la dette sur les marchés financiers, ou bien à en lever sur les marchés dans une monnaie étrangère. Ainsi, beaucoup de pays d'Amérique latine se sont endettés, dans les années 1980, en dollar américain. Lorsque l'emprunt arrive à échéance, le pays doit rembourser sa dette : cela est aisé si la dette doit être remboursée dans la monnaie nationale, car cette dernière est abondante dans le pays ; la banque centrale peut également imprimer de la monnaie, quoique cela provoque de l'inflation. Toutefois, si le pays s'est endetté dans une monnaie étrangère, il doit puiser dans ses réserves de changes, qui sont nécessairement limitées. Ainsi, le « péché originel » des pays émergents est de n'avoir pas pu s'endetter dans leur monnaie nationale, et par conséquent de se trouver à la merci de crises de change.
En plus d'augmenter les risques de crise de changes, le péché originel rend plus difficile le paiement de la dette, car il contraint la politique monétaire. En effet, lors d'une crise, la banque centrale doit normalement baisser ses taux directeurs afin de rendre moins coûteux le crédit et ainsi relancer la consommation et l'investissement ; cependant, une baisse des taux provoque une dépréciation de la devise nationale, car les investisseurs retirent leur argent du pays pour aller le placer dans un autre pays dont les taux d'intérêt sont plus intéressants. Par conséquent, la dépréciation de la monnaie nationale rend plus coûteux le remboursement de la dette libellée en devise étrangère, car une unité de la devise nationale vaut alors moins qu'avant en devise étrangère.
Afin de se prémunir contre le péché originel, les pays émergents ont plusieurs solutions. La première est d'accumuler des réserves de change importantes, qui correspondent à un pourcentage élevé des dettes libellées en devise étrangère arrivant à échéance (règle de Greenspan-Guidotti). La deuxième est de mener des politiques publiques qui visent à rendre les marchés financiers nationaux plus profonds et l'épargne disponible plus abondante, de telle sorte que le pays n'ait plus à s'endetter auprès de l'étranger.

## Historique
Le concept de « péché originel » est utilisé pour la première fois en économie dans un article de Barry Eichengreen et Ricardo Hausman en 1999. Il décrit particulièrement bien la situation de l'Amérique latine des années 1980 ; jusqu'à la fin des années 1990, la quasi intégralité de la dette publique contractée auprès d'agent économique étrangers est libellée en devise étrangère.
Toutefois, certains pays latino-américains mettent en place des politiques économiques visant à résoudre le problème du « péché originel » au début des années 2000. La Colombie et l'Uruguay sont les premiers pays latino-américains à émettre de la dette publique à l'étranger en devise nationale en 2004. En 2016, le Fonds monétaire international souligne que les risques liés au péché originel ont reflué depuis les années 2000, car la proportion de dette publique libellée en monnaie étrangère a chuté dans le monde. 
Le risque reste toutefois élevé pour les pays africains. En 2020, l'Agence française de développement souligne la vulnérabilité de certains pays africains au péché originel. Elle remarque toutefois que la part de dette interne (contracté auprès d'agents résidents, réduisant donc l'ampleur du péché originel) est passée de 20 % à 30 % en 2007 et 2016. 